# Saint-Just (Cher)
Saint-Just település Franciaországban, Cher megyében. Lakosainak száma 646 fő (2022. január 1.). Saint-Just Annoix, Crosses, Plaimpied-Givaudins, Saint-Denis-de-Palin, Senneçay, Soye-en-Septaine és Vorly községekkel határos.

## Népesség
A település népessége az elmúlt években az alábbi módon változott:
| Lakosok száma | 522  | 558  | 589  | 544  | 610  | 629  | 643  | 657  | 653  | 646  |
|               | 1968 | 1982 | 1990 | 2006 | 2013 | 2015 | 2017 | 2019 | 2020 | 2022 |